# Mîhalivți, Bar
Mîhalivți (în ucraineană Мигалівці) este localitatea de reședință a comunei Mîhalivți din raionul Bar, regiunea Vinnița, Ucraina.

## Demografie
Componența lingvistică a localității Mîhalivți
     Ucraineană (99,61%)
     Alte limbi (0,39%)
Conform recensământului din 2001, majoritatea populației localității Mîhalivți era vorbitoare de ucraineană (99,61%), existând în minoritate și vorbitori de alte limbi.